# 08/15 : Le Lieutenant Asch dans la débâcle
08/15 : Le Lieutenant Asch dans la débâcle (en allemand, 08/15 bis zum Ende) est le tome 3 du roman (trilogie) 08/15 (« Null acht funfzehn ») de Hans Hellmut Kirst publié en 1955. Il est précédé de deux autres tomes, 08/15 in der Kaserne, puis 08/15 im Krieg, tous deux publiés en 1954.

## Résumé
Dans l'armée allemande en avril 1945 en Allemagne, le colonel Hauk prend le commandement des restes du régiment d'infanterie où le lieutenant Asch est à la tête d'une batterie[pas clair]. Ils attaquent les Américains et sont repoussés. 
Wedelmann est démobilisé et va habiter chez les parents d'Asch avec sa fiancée Magda. Asch démobilise une partie du régiment. D'autres se rendent. Wedelmann épouse Magda. Les camions des derniers soldats tombent en panne sèche. Asch rentre chez ses parents. Les Américains prennent la ville. Vingt-neuf soldats, dont Asch, se révoltent pendant trois heures.